# Hōjō Ujiyuki
Hōjō Ujiyuki est un nom japonais traditionnel ; le nom de famille (ou le nom d'école), Hōjō, précède donc le prénom (ou le nom d'artiste).
Hōjō Ujiyuki (北条 氏恭, 19 septembre 1845-16 octobre 1919) est un daimyo de la fin de l'époque d'Edo, à la tête du domaine de Sayama situé dans la province de Kawachi. Il devient chef du clan Hōjō en 1861. Bien que nommé gouverneur domanial (藩知事, han chiji) par le gouvernement de Meiji, il démissionne volontairement de son poste en 1869, deux avant l'abolition du système han en juillet 1871.

## Source de la traduction
- (en) Cet article est partiellement ou en totalité issu de l’article de Wikipédia en anglais intitulé « Hōjō Ujiyuki » (voir la liste des auteurs).